# Cinema d'atraccions
El cinema d'atraccions és una variant del cinema que prioritza l'espectacle visual per sobre de la narrativa cinematogràfica. El terme cinema d'atraccions s'utilitza per fer referència a les primeres etapes de la història del cinema, en què mostrar el que es filmava era més important que explicar una història.

## Introducció
Tom Gunning, (1949 –) professor, escriptor i crític de cinema, va desenvolupar el terme de cinema d'atraccions a finals dels anys 80 juntament amb André Gaudreault, (1952 –) historiador de cinema i teòric canadenc, per descriure el cinema del orígens, que comprèn el període de 1895 a 1910.
La tesis de cinema d'atraccions fa referència a la relació existent entre els actors, la càmera i el públic del cinema dels orígens, en contraposició al que es va desenvolupar a partir de la dècada de 1910.

## Orígens
El terme cinema d'atraccions va sorgir a partir de les fires d'atraccions, ja que a l'època en què es va inventar el cinematògraf, aquest era considerat una atracció o un espectacle de fira.

## Descripció del concepte
Gunning i Gaudreault van establir una distinció entre les pel·lícules en què predominaven les “atraccions”, sobretot en les peces realitzades des del 1895 fins al 1910, i aquelles en què predominava la narrativa per sobre d'allò més visual, particularment en les peces posteriors a la dècada de 1910.
El cinema d'atraccions entén el cinema com una experiència visual, i ve determinat per un impuls d'espectacularitat, sense orientació narrativa. Gunning aclareix que “El seu poder únic era qüestió de fer que les imatges fossin vistes”. El cinema d'atraccions no tenia el propòsit d'explicar històries, sinó de causar un gran impacte visual en l'espectador. En aquestes pel·lícules es reconeix explícitament la presència de l'espectador. Volien despertar la curiositat de l'espectador i sorprendre’l. Tot girava al voltant del plaer visual. L'espectador, per tant, era passiu, i tan sols li interessava captar l'emoció instantània que el sorprengués al moment. Al no existir la narrativa, eren indispensables els trucatges visuals.

### Podem trobar
- Escenes quotidianes
- Decorats naturals
- Actors no professionals
- Posició fixa de la càmera
- Brevetat
- Actes de teatre
- Trucatges visuals
- Trucs de màgia

## Exemples

### Germans Lumière

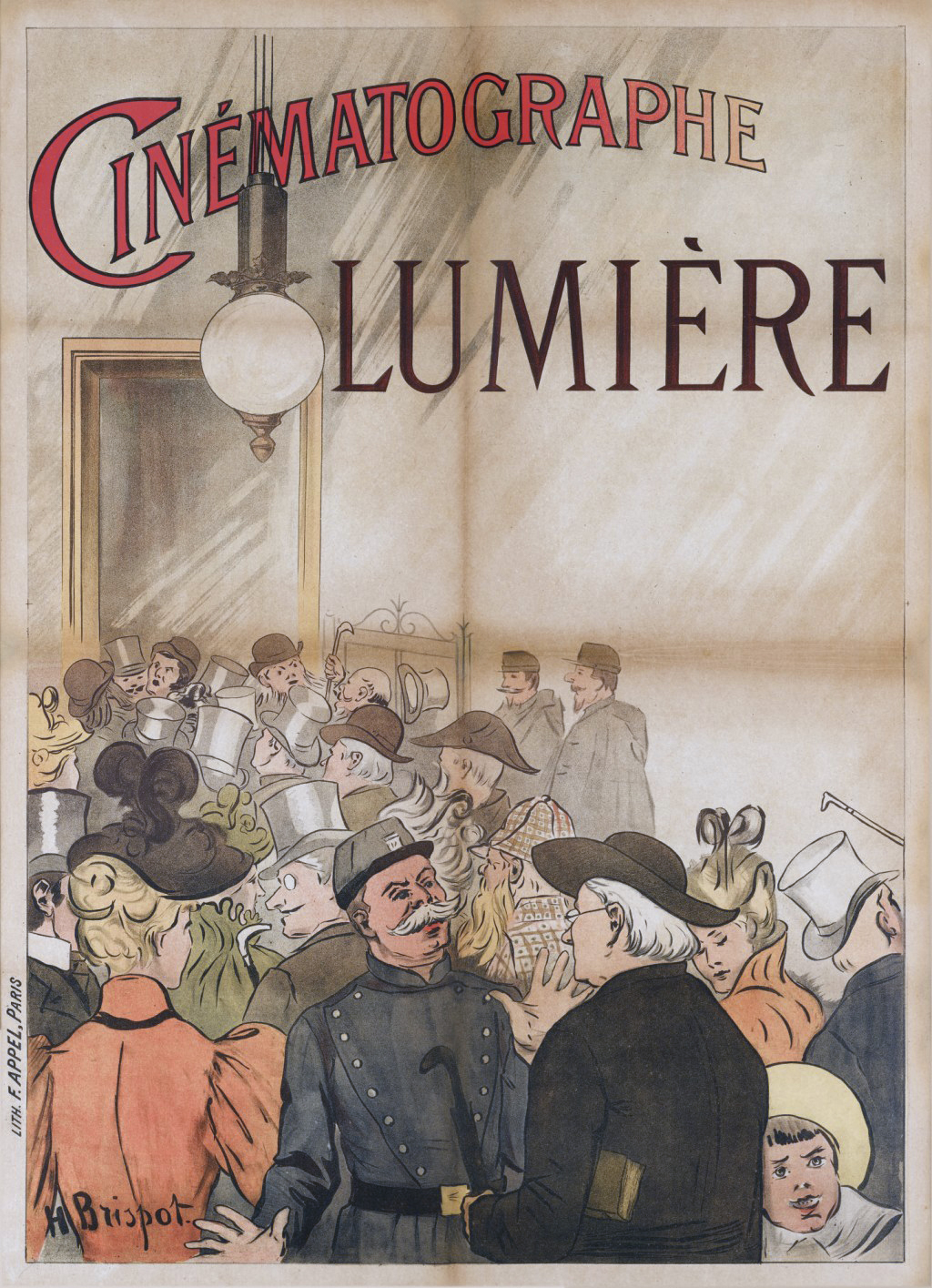
Cinématographe Lumière (1896) poster

Un exemple molt clar que podem trobar de cinema d'atraccions és a les pel·lícules dels germans Lumière.
Auguste (1862 – 1954) i Louis (1864 – 1948) Lumière van inventar el cinematògraf, que va ser fruit de molts invents anteriors. Aquests van rodar diverses seqüències amb nul·la intencionalitat artística o narrativa. Pel·lícules caracteritzades per la brevetat, els decorats naturals, la posició fixa de la càmera i la manca d'actors.

### Georges Méliès

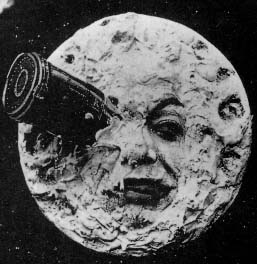
' (1902) Georges Méliès

Un altre exemple del concepte el podem trobar a la filmografia de Georges Méliès, (1861 – 1938).
Méliès, que provenia del món del teatre i l'il·lusionisme, va anar més enllà i va incorporar la màgia al cinema, inventant trucatges i altres efectes especials. Les seves pel·lícules, igual que les dels germans Lumière, no tenien cap desig narratiu, sinó que estaven enfocades a la il·lusió i a l'espectacle, amb l'únic propòsit d'entretenir i divertir al públic.